# Ágnes Szabó (cestista 1936)
Ágnes Szabó, coniugata Partiné e, successivamente, Ágostonné (Gödöllő, 25 giugno 1936 – 22 gennaio 2009), è stata una cestista ungherese.

## Carriera
Con l'Ungheria ha disputato due edizioni dei Campionati del mondo (1957, 1959) e tre dei Campionati europei (1952, 1954, 1956).